# 이탈로 디스코
이탈로 디스코(Italo Disco)는 1970년대부터 이탈리아 및 유럽에서 유행했던 디스코 댄스 장르 중 하나이다.

## 어원
이탈로 디스코(Italo Disco)라는 말은 독일의 베른하르트 미쿨스키가 지었다고 한다.

## 개요
이탈로 디스코는 1978년 라 비욘다의 "One For You, One For Me"가 세계적으로 인기를 얻음으로서 시작되었다.

## 파생
1980년대 이후 이탈로 디스코의 인기는 결국 끝나고 말았지만 일본에서는 여전히 인기를 끌고 있었고 유로비트라는 이름이 지어지기도 했다. 게다가 일본식 이탈로 디스코인 유로비트는 파라파라 문화를 열기도 하였는데 이에 기존의 이탈로 디스코 아티스트들은 목표를 일본으로 돌렸고 현재까지도 유로비트라는 장르의 음악을 일본 시장에 출시하고 있다.
반면에, 이탈로 디스코의 기원지인 이탈리아에서는 또 다른 이탈로 디스코의 파생 장르인 이탈로 하우스가 탄생하였다. 미국에서는 이것을 유로댄스라고 부르기도 한다. 이탈로 하우스는 하우스 음악의 악기를 이용해 이탈로 디스코를 제작하는 것이였다.
1990년대 폴란드에서 이탈로 디스코와 러시아 민요 스타일을 융합한 디스코 폴로가 탄생되었다.

## 관련 음악 장르
이탈로 디스코는 이후 유로비트, 이탈로 댄스 등으로 계승되기도 한다.